# Makogonowo
Makogonowo (ros. Макогоново) – wieś w Rosji, w obwodzie woroneskim, w rejonie buturlinowskim. W 2010 liczyła 193 mieszkańców.